# GRAIL (informatique)
Pour les articles homonymes, voir GRAIL.
GRAIL (acronyme pour GRAphical Input Language, littéralement « langage graphique d'acquisition ») est le premier système de reconnaissance de signes sur tablette graphique RAND (en), inventé en 1964 par l'ingénieur américain Tom Ellis.
Le système est basé sur un langage de programmation appelé JOSS (en).